# Aspistor
Aspistor es un género de peces actinopeterigios de agua dulce y marinos, distribuidos por aguas de América del Sur y por la costa oeste del océano Pacífico.

## Especies
Existen solamente tres especies reconocidas en este género:
- Aspistor hardenbergi (Kailola, 2000)
- Aspistor luniscutis (Valenciennes, 1840)
- Aspistor quadriscutis (Valenciennes, 1840)